# Tainted Love
Tainted Love is een song geschreven door Ed Cobb, die oorspronkelijk in 1964 werd opgenomen door Gloria Jones. Het nummer werd wereldwijd bekend in de versie van Soft Cell uit 1981.

## Oorspronkelijke versie van Gloria Jones
De Amerikaanse zangeres Gloria Jones nam in 1964 de originele versie op van het nummer. Producer was Ed Cobb, die het nummer ook had geschreven. Het kwam in 1965 uit als B-kant van de single My Bad Boy's Comin' Home (Champion 14003). De plaat bereikte de hitparade evenwel niet.
In 1973 bracht de Engelse club-DJ Richard Searle een exemplaar van de single mee uit de Verenigde Staten en introduceerde het nummer in de Britse "Northern Soul"-scene. Vanwege dit succes nam Jones het nummer in 1976 opnieuw op. Op de hielen van het succes van de cover door Soft Cell werd Jones' originele versie in 1982 opnieuw uitgebracht op AVI Records.

## Versie van Soft Cell
Het Britse synthpop-duo Soft Cell nam in 1981 een versie van het nummer op. Hun versie verschilt wezenlijk van de originele; ze namen een trager tempo en vervingen de elektrische gitaren en blazers door synthesizers en drumcomputer. De single op het platenlabel Some Bizzare werd een internationale hit. In thuisland het Verenigd Koninkrijk werd het een nummer 1-hit in de UK Singles Chart. In de Amerikaanse Billboard Hot 100 klom de plaat tot nummer 8, hoewel de single pas na 21 weken in de hitparade de top-10 bereikte.. Alles samen stond de single 43 weken in de top-100.
In Nederland werd de plaat op maandag 7 september 1981 door dj Frits Spits en producer Tom Blomberg in het programma De Avondspits verkozen tot de 160e NOS Steunplaat van de week op Hilversum 3 en werd een grote hit in de destijds drie hitlijsten op de nationale publieke popzender. De plaat bereikte de 5e positie in zowel de Nederlandse Top 40 als de TROS Top 50. In de Nationale Hitparade werd de 7e positie bereikt. In de Europese hitlijst op Hilversum 3, de TROS Europarade, werd de 3e positie bereikt.
In België bereikte de plaat de nummer 1-positie in zowel de voorloper van de Vlaamse Ultratop 50 als de Vlaamse Radio 2 Top 30.
Soft Cell bracht ook een 12-inch single uit waarop een medley stond van Tainted Love  en Where Did Our Love Go. Tainted Love staat ook op de tweede LP van Soft Cell, "Non-Stop Erotic Cabaret".

### NPO Radio 2 Top 2000
| Nummer met noteringen in de NPO Radio 2 Top 2000 | '99 | '00 | '01 | '02 | '03  | '04 | '05  | '06  | '07  | '08  | '09  | '10  | '11  | '12  | '13  | '14  | '15  | '16  | '17  | '18 | '19  | '20 | '21 | '22  | '23 | '24  |
| ------------------------------------------------ | --- | --- | --- | --- | ---- | --- | ---- | ---- | ---- | ---- | ---- | ---- | ---- | ---- | ---- | ---- | ---- | ---- | ---- | --- | ---- | --- | --- | ---- | --- | ---- |
| Tainted Love                                     | 584 | 643 | 656 | 683 | 1111 | 886 | 1185 | 1065 | 1343 | 1064 | 1260 | 1333 | 1188 | 1027 | 1165 | 1142 | 1236 | 1038 | 1144 | 997 | 1058 | 957 | 970 | 1107 | 925 | 1003 |

1. ↑  Een vetgedrukt getal geeft de hoogste notering aan.

## Versie van Marilyn Manson
In 2001 nam Marilyn Manson een versie van het nummer op, dat op de soundtrack van de film Not Another Teen Movie verscheen. Het stond ook, als bonusnummer, op zijn album The Golden Age of Grotesque (enkel buiten de Verenigde Staten).